# Peter Heemskerk
Peter Heemskerk (24 januari 1960) was een Nederlandse voetballer die als doelman speelde.
Hij begon zijn loopbaan bij SEC uit Soest. Bij deze club zijn ook Piet Schrijvers en Nico van Zoghel als keeper begonnen. Op 17-jarige leeftijd debuteerde hij in het eerste elftal van SEC uit Soest dat toen 4e klasse zondag speelde. In 1979 was er belangstelling van Ajax, AZ'67 en FC. Wageningen voor de keeper. Uiteindelijk koos hij in 1980 voor FC Wageningen dat zojuist was gepromoveerd naar de ere divisie. In 1981 maakte hij zijn debuut tegen SC Heerenveen. In het najaar van 1985 keerde hij terug naar de amateurs van SO Soest. Bij SO Soest is hij jeugdtrainer, TC-voorzitter en teammanager geweest.